# بیمارستان دکتر میرحسینی
بیمارستان دکتر میرحسینی واقع در استان فارس، شهرستان شیراز بیمارستانی است خصوصی و درمانی با ظرفیت ۶۸ تخت ثابت که در سال ۱۳۶۱ خورشیدی تأسیس گردید.
هم‌اکنون این بیمارستان دارای پست پارتوم، لیبر، تخت زایمان، اورژانس، اتاق عمل، جراحی فک و صورت، ارتوپدی، ارولوژی، جراحی زنان و زایمان، چشم، داخلی اعصاب (نورولوژی)، عفونی، جراحی عمومی، داخلی، جراحی مغز و اعصاب، ICUجنرال، داخلی کبد، گوارش، ENT، جراحی ترمیمی و دیگر واحدهای پاراکلینیکی و درمانگاهی می‌باشد.